# Eladio Albéniz
Eladio Albéniz fue un escritor, dramaturgo y periodista español.

## Biografía
Fue escritor y dramaturgo, autor de varios libros y piezas teatrales. Como redactor, trabajó para el periódico El Noticiero Bilbaíno. Más tarde, fue el primer director de El Liberal de la capital vizcaína, al frente del cual estuvo hasta septiembre de 1902. También dirigió El Nervión.